# Susanne Nyberg
Susanne Nyberg (* 5. August 1961 in Gudmundrå) ist eine ehemalige schwedische Squashspielerin.

## Karriere
Susanne Nyberg war insbesondere in den 1980er-Jahren als Squashspielerin aktiv. Mit der schwedischen Nationalmannschaft nahm sie 1985, 1987, 1989 und 1990 an der Weltmeisterschaft teil. Auch bei Europameisterschaften war sie mehrfach Teil des schwedischen Kaders.
Zwischen 1981 und 1990 stand Nyberg dreimal im Hauptfeld der Weltmeisterschaft im Einzel und erzielte 1987 ihr bestes Resultat mit dem Einzug in die dritte Runde. In dieser unterlag sie Michelle Martin in drei Sätzen. Sie gewann 1990 die schwedischen Landesmeisterschaften.
Nyberg ist gelernte Reisebürokauffrau.

## Erfolge
- Schwedische Meisterin: 1990